# HMS Renown (1916)
HMS Renown var namnet på en slagkryssare av Renown-klass i brittiska Royal Navy under andra världskriget. Från början var Renown ett av tre fartyg som planerades att byggas under Revenge-klassen. De andra två var Repulse och Resistance. När första världskriget bröt ut sköts planerna upp, men några månader senare återupptogs de igen. Med diverse markanta ändringar i riktlinjerna (däribland väldigt mycket starkare motorer) klassades de om till en ny klass, Renown-klassen. HMS Resistance blev dock aldrig byggt. 
HMS Renown sjösattes 1916, och modifierades kort därpå med bland annat skrovförstärkningar, efter erfarenheter vid slaget vid Jylland. Hon tjänstgjorde i Nordsjön under de två sista åren av första världskriget. Under mellankrigstiden uträttade HMS Renown många transportärenden mellan bland annat Australien, Nya Zeeland och USA. Ett flertal brittiska dignitärer har rest ombord på henne. 1936 lades HMS Renown upp för ombyggnad, och modifierades kraftigt. Detta projekt stod färdigt 1939, precis när andra världskriget hade brutit ut.
Under andra världskriget blev hon, tack vare sin snabbhet, en värdefull tillgång för flottan. Hon tjänstgjorde bland annat på Atlanten, Norra ishavet och framåt slutet av kriget, i Indiska oceanen. HMS Renown var ett av skeppen som jagade tyska slagskeppet Bismarck i maj 1941, men hon fick strikta order om att inte ge sig på henne, efter förlusten av HMS Hood.
HMS Renown var en av endast fyra slagkryssare att överleva andra världskriget.